# جاده الواری

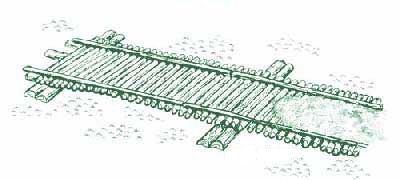
جاده الواری (به انگلیسی corduroy road)

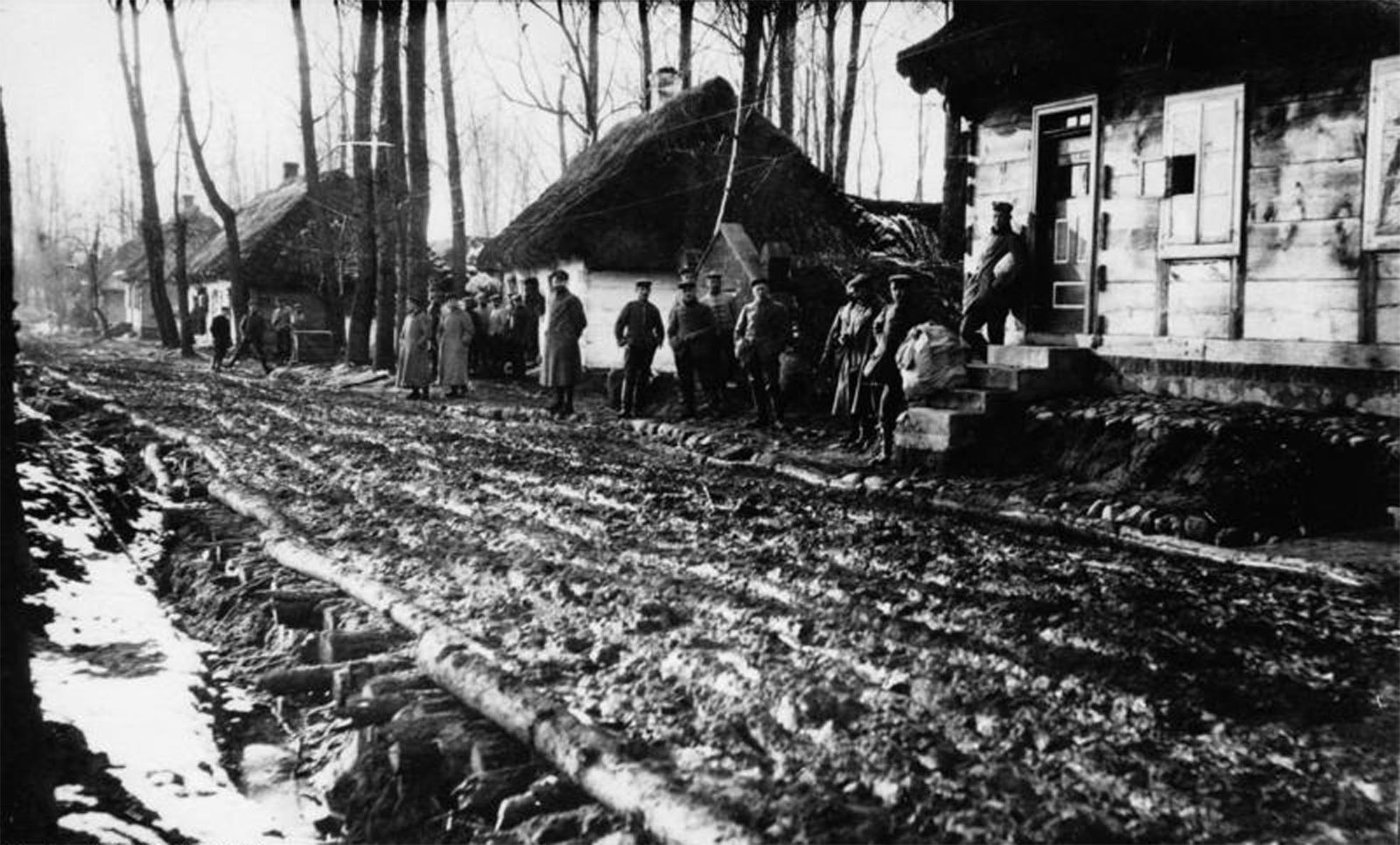
سربازان آلمانی در کنار جاده‌های الواری در روستای پولسیا (اوکراین، ۱۹۱۸)

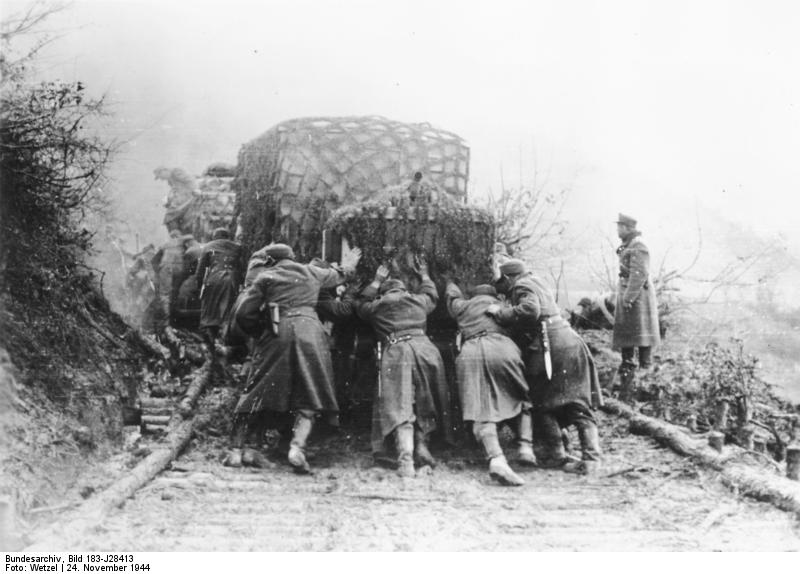
در جنگ، اغلب از جاده‌های الواری به عنوان اقدامی اضطراری استفاده می‌شود که در آن جاده‌های بی کیفیت به واسطه عبور تعداد زیادی از خودروها یا نیروهای نظامی به شدت آسیب دیده‌اند. در این تصویر نیروهایآلمانی در یوگسلاوی در سال ۱۹۴۴ دیده می‌شوند.

جاده الواری یا جاده چوبی نوعی جاده یا مسیر چوبی است که با قرار دادن کنده‌های چوبی به موازات هم و عمود بر جهت جاده بر روی منطقه‌ای کم ارتفاع یا باتلاقی ساخته می‌شود. نتیجه این کار بهبود جاده‌های گِلی یا خاکی صعب العبور، و با این حال حتی در بهترین شرایط ناهموار و خطری برای عبور اسب‌ها به دلیل جابجایی الوار لَق و شل است.
جاده‌های الواری را می‌توان به عنوان زیرسازی سایر روکش‌ها نیز استفاده کرد. اگر کنده‌ها در خاک‌های مرطوب، اسیدی و بی‌هوازی مانند ذغال سنگ نارس یا مرداب دفن شوند، بسیار آهسته پوسیده می‌شوند. چندین زیرسازی جاده الواری که به اوایل قرن بیستم بازمی‌گردد هنوز در آمریکای شمالی وجود دارد. نمونه‌ای از این نوع جاده، بزرگراه آلاسکا بین بورواش لندینگ و کویدرن، یوکان، کانادا است که در سال ۱۹۴۳، کمتر از یک سال پس از طبقه‌بندی مسیر اصلی بر روی خاک نازک و پوشش گیاهی روی زمین همیشه منجمد، با استفاده از الوار و سپس ساخت جاده شنی بر روی آن بازسازی شد. در طول دهه ۱۹۸۰، زمین شنی با یک آببند تراشه پوشانده شد. اواخر دهه ۱۹۹۰ شاهد جایگزینی این جاده با ساخت جاده‌ای مدرن، از جمله تغییر مسیر کل بزرگراه بود.
از این جاده‌ها در جنگ جهانی دوم توسط نیروهای آلمانی و شوروی در جبهه شرقی استفاده شد.
در کاربرد عامیانه، جاده کرفس می‌تواند به جاده‌ای در حال تعمیر، دارای چاله‌هایبسیار، شیارها یا تورم‌های سطحی زیاد اشاره داشته باشد. این نوع جاده را نباید با جاده تخته‌های پَهن اشتباه گرفت.